# Bamingui (Stadt)
Bamingui ist eine Kleinstadt in der Präfektur Bamingui-Bangoran im nördlichen Zentrum der Zentralafrikanischen Republik. Sie ist die Hauptstadt der sous-préfécture Bamingui.

## Lage
Bamingui liegt an der Route Nationale 8 in einer Entfernung von 526 Straßenkilometern nordöstlich der Hauptstadt Bangui und etwa 120 Kilometer südlich von Ndélé, der Hauptstadt von Bamingui-Bangoran. Am Nordrand der Stadt liegt der Fluss Bamingui, der westwärts fließt und in den Schari entwässert. Nördlich des Flusses liegt die nicht asphaltierte Landepiste des Flugplatzes Bamingui.

## Geschichte
Im Jahr 2012 fiel die Stadt an die Séléka-Rebellen, die einen Großteils des Landes unter ihrer Kontrolle hatten.